# اچ‌ام‌اس کالیوپه (۱۸۳۷)

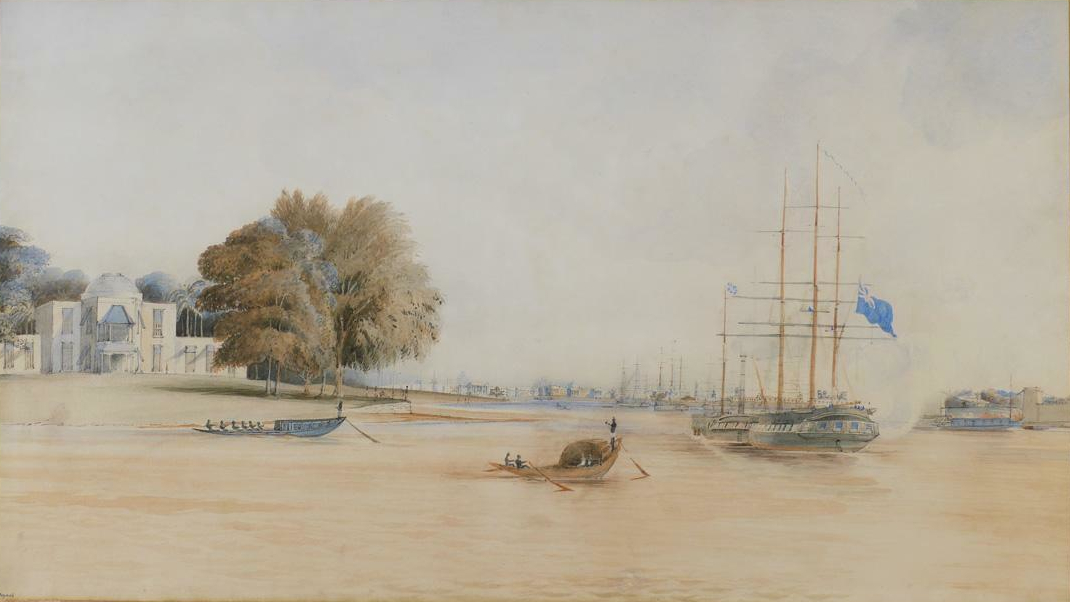
گاردن ریچ، کلکته

اچ‌ام‌اس کالیوپه (۱۸۳۷) (به انگلیسی: HMS Calliope (1837)) یک کشتی بود که طول آن ۱۳۰ فوت ۲ اینچ (۳۹٫۷ متر) بود. این کشتی در سال ۱۸۳۷ ساخته شد.